# Williamson Motor Company

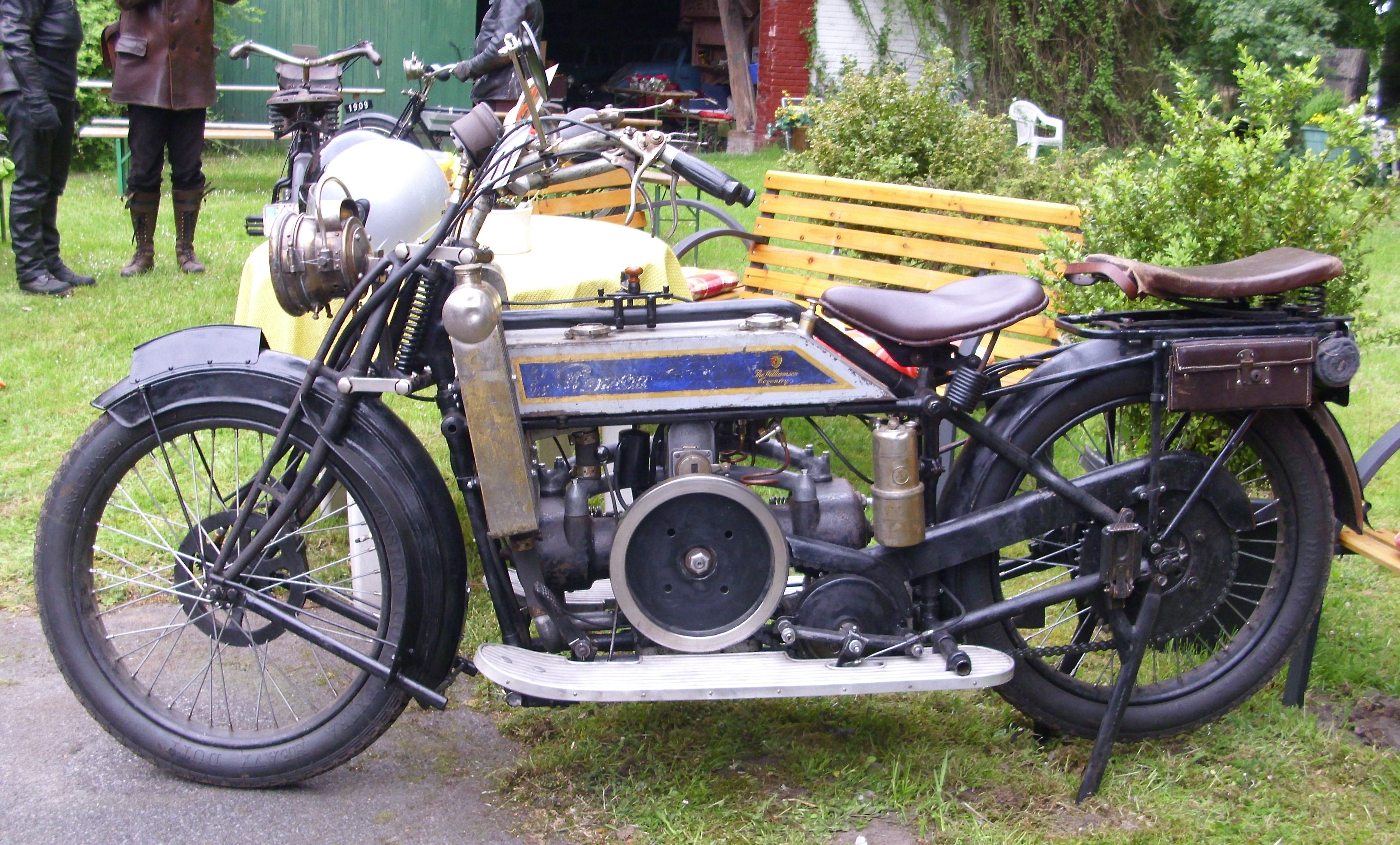
Motorrad von 1913

Williamson Motor Company Ltd. war ein britischer Hersteller von Automobilen und Motorrädern.

## Unternehmensgeschichte
Das Unternehmen aus Coventry begann 1912 mit der Produktion von Motorrädern. 1913 kamen Automobile dazu. Der Markenname lautete Williamson. 1916 endete die Automobilproduktion. Motorräder entstanden bis 1920.

## Automobile
Das einzige Modell war ein Dreirad. Mit dem einzelnen Hinterrad ähnelte es dem Dreirad von der Morgan Motor Company. Ein Zweizylindermotor von Douglas Motors mit 1070 cm³ Hubraum und 8 PS Leistung trieb über eine Kette das Hinterrad an. Die offene Karosserie bot Platz für zwei Personen.